# Linniks sats
Inom talteori är Linniks sats ett resultat om primtal i aritmetiska följder. Satsen säger att det finns positiva konstanter c och L så att om vi betecknar med p(a,d) det minsta primtalet i den aritmetiska följden
{\displaystyle a+nd\ }
där n går över alla positiva heltal och a och d är godtyckliga relativt prima positiva heltal med 1 ≤ a ≤ d - 1, är:
{\displaystyle p(a,d)<cd^{L}.\;}
Satsen är uppkallad efter Jurij Linnik, som bevisade den 1944. Även om Linniks bevis visade att c och L är effektivt beräknelig, gav han inga numeriska värden åt dem.

## Egenskaper
Det är känt att L ≤ 2 för nästan alla heltal d.
Under antagande av generaliserade Riemannhypothsen kan man bevisa att
{\displaystyle p(a,d)\leq (1+o(1))\varphi (d)^{2}\ln ^{2}d\;}
där {\displaystyle \varphi } är Eulers fi-funktion.
Man har även förmodat att
{\displaystyle p(a,d)<d^{2}.\;} 

## Gränser förL
Konstanten L kallas för Linniks konstant. Följande tabell visar framstegen som har gjorts i problemet att hitta övre gränser för den.
| L ≤   | Publikationsår | Författare                                           |
| 10000 | 1957           | Pan                                                  |
| 5448  | 1958           | Pan                                                  |
| 777   | 1965           | Chen                                                 |
| 630   | 1971           | Jutila                                               |
| 550   | 1970           | Jutila                                               |
| 168   | 1977           | Chen                                                 |
| 80    | 1977           | Jutila                                               |
| 36    | 1977           | Graham                                               |
| 20    | 1981           | Graham (överlämnat före Chens publikation från 1979) |
| 17    | 1979           | Chen                                                 |
| 16    | 1986           | Wang                                                 |
| 13.5  | 1989           | Chen and Liu                                         |
| 8     | 1990           | Wang                                                 |
| 5.5   | 1992           | Heath-Brown                                          |
| 5.2   | 2009           | Xylouris                                             |
| 5     | 2011           | Xylouris                                             |

I Heath-Browns resultat är konstanten c effektivt räknebar.